# SAME Atlanta 45
SAME Atlanta 45 è un trattore agricolo a ruote prodotto dalla SAME tra il 1965 e il 1975. 
Utilizzava un motore diesel a 4 cilindri a V, iniezione diretta raffreddato ad aria della potenza di 44 CV a 1700 giri/min cilindrata 3400 cm3. Velocità massima 25,5 km/h.